# Ceryx pleurostictoides
Ceryx pleurostictoides är en fjärilsart som beskrevs av Embrik Strand 1915. Ceryx pleurostictoides ingår i släktet Ceryx och familjen björnspinnare. Inga underarter finns listade i Catalogue of Life.